# Jack Sells the Cow
Jack Sells The Cow è il 18° album in studio long playing di Robert Pollard, membro fondatore dei Guided by Voices; venne pubblicato nel 2012 negli Stati Uniti d'America sia in vinile che in CD dalla Guided By Voices Inc. e, nel Regno Unito, dalla Fire Records.

## Tracce
Lato A
1. Heaven Is a Gated Community
2. Take in
3. Who's Running My Ranch?
4. Up for All That
5. Pontius Pilate Heart
6. Big Groceries

Lato B
1. Fighting the Smoke
2. The Rank of a Nurse
3. Tight But Normal Squeeze
4. Red Rubber Army
5. The March of Merrillville
6. Winter Comes to Those Who Pray

## Musicisti
- Todd Tobias: basso, batteria, percussioni, chitarra, tastiere
- Robert Pollard: voce